# Susannah Harker
Susannah Harker, de son vrai nom Susannah M. Owens, est une actrice britannique née à Londres le 26 avril 1965. Elle est la fille des acteurs Polly Adams et Richard Owens. Elle a une sœur, Caroline Harker, actrice elle aussi.

## Biographie
Élevée dans une institution religieuse catholique dans le Sussex, elle rejoint ensuite la Central School of Speech and Drama dans North London.[réf. nécessaire]
Elle est mariée de 1993 à 2004 à Iain Glen dont elle a un fils, Finlay. Elle tient le rôle de Jane Bennet dans Orgueil et Préjugés de Simon Langton en 1995. Sa mère, Polly Adams, tient le même rôle en 1967 dans une version en noir et blanc diffusée en direct. 
Pour augmenter le contraste entre les deux aînées des Bennet, Elizabeth (Jennifer Ehle) portait une perruque châtain frisée et les longs cheveux de Jane (Susannah Harker) avaient été éclaircis. Elle a accepté de les couper devant, comme le voulait la mode des années 1813. Comme, à la fin du tournage, on commence à voir qu'elle est enceinte malgré les robes à taille haute, elle se drapait dans de grands châles.

## Filmographie sélective
- 1985, Burke & Wills : Bessie Wills
- 1887, The Lady's Not for Burning  (TV) : Alizon Eliot
- 1988, The Fear, (série de 5 épisodes) : Linda
- 1989, A Dry White Season : Suzette du Toit
- 1990, House of Cards (série de 12 épisodes) : Mattie Storin
- 1991, Chancer (série de 13 épisodes) : Joanna Franklyn
- 1994, Les Mémoires de Sherlock Holmes :   Adelaide Savage
- 1995, Orgueil et Préjugés : Jane Bennet
- 1996, Surviving Picasso  : Marie-Thérèse
- 1998, Mystery!: Heat of the Sun (3 épisodes) :  Emma Fitzgerald
- 1998, Ultraviolet (six épisodes) : Dr. Angela 'Angie' March
- 2001 : Intimité : Susan, la femme de Jay

## Théâtre
- Three Sisters de Tchekov : (Masha), au Playhouse Theatre (dir. Michael Blakemore)
- The Little Black Book (Suzanne), au Riverside Studios (dir. Marianne Badrichani)
- The Browning Version (Millie), au Derby Playhouse (dir. Mark Clements)
- Oncle Vania, The Gate Theatre et New York (dir. Ben Barnes)
- Tartuffe, Almeida Theatre (dir. Jonathan Kent)
- The Importance of Being Ernest  (Gwendoline), Aldwych Theatre (dir. Nick Hytner)
- She Stoops to Conquer (Kate), Chichester Festival (dir. Peter Wood)
- Venus Observed (Perpetua), Chichester Festival (dir. James Roose Evans)
- Coriolan (Vigilia), Chichester Festival (dir. Tim Supple)
- Racing Demon, National Theatre (dir. Richard Eyre)
- The Debutante Ball, Hampstead Theatre (dir. Simon Stokes)
- Look Back in Anger, Bristol Old Vic (dir. Steve Unwin)
- Winter in the Morning (Zulu), Palace Theatre, Watford (dir. Lou Stein).